# Carphurini
Tribu
Les Carphurini sont une tribu d'insectes coléoptères de la famille des Melyridae et de la sous-famille des Malachiinae.

## Genres
Apalochrus – Balanophorus – Chaetocoelus – Carphuroides – Carphurus